# Kåre Hatten

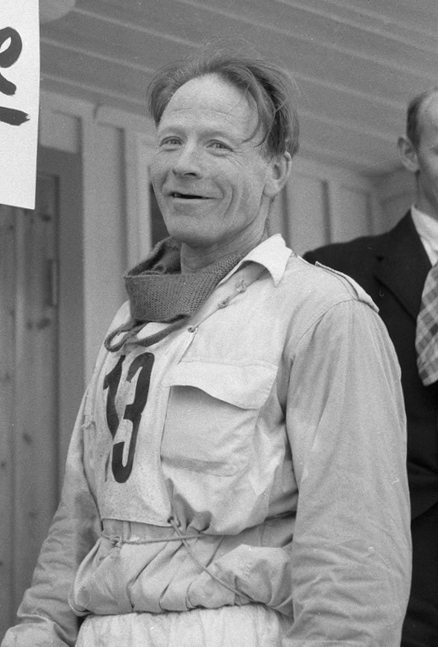

Kåre Hatten (* 22. Januar 1908 in Trysil; † 14. April 1983 in Trysil) war ein norwegischer Skilangläufer.
Hatten, der für den Nordre Trysil IL startete und als Holzfäller tätig war, wurde im Jahr 1932 norwegischer Meister über 30 km. Bei den nordischen Skiweltmeisterschaften 1934 in Sollefteå errang er den 22. Platz über 18 km und den 19. Platz über 50 km. Im folgenden Jahr lief er bei den nordischen Skiweltmeisterschaften in Vysoké Tatry auf den 18. Platz über 18 km und auf den achten Rang über 50 km. Bei seiner einzigen Olympiateilnahme 1936 in Garmisch-Partenkirchen belegte er den 12. Platz über 50 km.